# Adultère, mode d'emploi
Adultère, mode d'emploi es una película de comedia dramática y romance suiza-francesa de 1995 dirigida por Christine Pascal. La película fue seleccionada como la entrada suiza a la Mejor Película en Lengua Extranjera en la 68.ª edición de los Premios Óscar, pero no fue nominada.

## Reparto
- Richard Berry como Simon Chama
- Karin Viard como Fabienne Corteggiani
- Vincent Cassel como Bruno Corteggiani
- Emmanuelle Halimi como Sara
- Hélène Fillières como Joséphine
- Liliane Rovère como La amante de Simon
- Anny Romand como La desconocida
- Julien Courbey como El joven viajero